# Oktibbeha County
Oktibbeha County är ett administrativt område i delstaten Mississippi, USA. År 2010 hade countyt 47 671 invånare. Den administrativa huvudorten (county seat) är Starkville. 

## Geografi
Enligt United States Census Bureau så har countyt en total area på 1 197 km². 1 187 km² av den arean är land och 10 km² är vatten. 

### Angränsande countyn
- Noxubee County - sydost
- Winston County - syd
- Choctaw County - väst
- Webster County - nordväst
- Clay County - nord
- Lowndes County - öst